# Episodi di Quattro donne in carriera (terza stagione)
La terza stagione della serie televisiva Quattro donne in carriera è stata trasmessa in anteprima negli Stati Uniti d'America dalla CBS tra il 14 novembre 1988 e il 22 maggio 1989.
| nº | Titolo originale                               | Titolo italiano | Prima TV USA     | Prima TV Italia |
| -- | ---------------------------------------------- | --------------- | ---------------- | --------------- |
| 1  | Reservations for 12, Plus Ursula               |                 | 14 novembre 1988 |                 |
| 2  | The Candidate                                  |                 | 21 novembre 1988 |                 |
| 3  | E.P., Phone Home                               |                 | 28 novembre 1988 |                 |
| 4  | Getting Married and Eating Dirt                |                 | 5 dicembre 1988  |                 |
| 5  | Big Haas and Little Falsie                     |                 | 12 dicembre 1988 |                 |
| 6  | Hard Hats and Lovers                           |                 | 19 dicembre 1988 |                 |
| 7  | Curtains                                       |                 | 2 gennaio 1989   |                 |
| 8  | The Wilderness Experience                      |                 | 9 gennaio 1989   |                 |
| 9  | Tyrone                                         |                 | 16 gennaio 1989  |                 |
| 10 | Mr. Bailey                                     |                 | 23 gennaio 1989  |                 |
| 11 | The Naked Truth                                |                 | 13 febbraio 1989 |                 |
| 12 | The Junies                                     |                 | 20 febbraio 1989 |                 |
| 13 | One Sees, the Other Doesn't                    |                 | 27 febbraio 1989 |                 |
| 14 | Odell                                          |                 | 6 marzo 1989     |                 |
| 15 | Full Moon                                      |                 | 13 marzo 1989    |                 |
| 16 | Ms. Meal Ticket                                |                 | 20 marzo 1989    |                 |
| 17 | The Engagement                                 |                 | 27 marzo 1989    |                 |
| 18 | Come on and Marry Me, Bill                     |                 | 10 aprile 1989   |                 |
| 19 | The Women of Atlanta                           |                 | 1º maggio 1989   |                 |
| 20 | Stand and Fight                                |                 | 8 maggio 1989    |                 |
| 21 | The Last Humorously-Dressed Bellboy in America |                 | 15 maggio 1989   |                 |
| 22 | Julia Drives Over the First Amendment          |                 | 22 maggio 1989   |                 |